# Finura
Para otros usos, véase Finura (desambiguación)
La finura (o fineza) de un metal precioso se refiere a la razón del metal primario sin ningún tipo de aditivos o impurezas. 
Una pieza de aleación de metal que contiene un metal precioso puede tener el peso de su componente valioso que se refiere a su peso fino. Por ejemplo, 1 onza troy de oro de 18 quilates (que es del 75% de oro) se puede decir que tiene un peso fino de 0.75 onzas troy. 
Muchos metales preciosos se utilizan en forma de aleación. Otros metales se agregan para aumentar la dureza, para que el metal sea más práctico para su uso en artículos tales como monedas y joyas, o para disminuir el costo de la aleación. Por ejemplo, el cobre se añade al metal precioso plata para hacer una aleación más resistente para su uso en monedas, artículos para el hogar y joyería. 
Una medida tradicional para la finura de la plata en el Reino Unido es la masa de la cantidad de plata en 12 onzas troy de la aleación resultante. La plata de Britania tiene una finura de 11 onzas troy, 10 pennyweights, o alrededor de 95,83% de plata, mientras que la plata esterlina tiene una finura de 11 onzas troy, 2 pennyweights, o cerca de 92,5% de plata. En otros lugares la finura se mide en unidades de masa por cada mil. En los Estados Unidos, las monedas de plata tenían a menudo una finura de 900, es decir, 90% de plata y 10% de cobre. 
La finura (o pureza) del oro, comúnmente se mide en quilates. El extremo superior de la escala es de 24 quilates por 100%. Entonces 18 quilates = 18/24 = 75%.